# Charles-Bonaventure-François Theuret
Charles-Bonaventure-François Theuret (ur. 26 marca 1822 w Vars, zm. 11 listopada 1901 w Monako) – francuski duchowny katolicki, biskup. Święcenia kapłańskie przyjął w 1846 roku. W 1878 mianowany opatem Saints-Nicholas-et-Benoît i biskupem tytularnym Hermopolis Maior przez papieża Leona XIII. Datowaną na 15 marca 1887 roku bullą Quemadmodum Sollicitus Pastor Leon XIII podniósł opactwo do rangi diecezji podległej bezpośrednio Stolicy Apostolskiej. Pierwszym biskupem nowo utworzonej diecezji mianowany został dotychczasowy opat. Kierował on diecezją aż do swojej śmierci w 1901 roku.